# Sopa de guías
La sopa de guías o caldo de guías es una sopa típica de Oaxaca, en el sur de México, cuyo ingrediente principal son las guías de calabaza, que son los tallos finales y tiernos de la planta de la calabaza (Cucurbita pepo). A menudo esta sopa contiene también calabaza o calabacita troceadas, flores de calabaza, elote (mazorca de maíz, también en trozos) y chochoyotes (bolitas de masa), y se sazona con chepil, pipicha o piojito, que son quelites propios de la zona. Su consumo se da principalmente en la época de lluvias, entre mayo y noviembre.
La preparación de esta sopa es muy sencilla. Las guías, especialmente las partes más gruesas y macizas, se deben limpiar, retirando las cutículas duras. Se hierven las mazorcas y las calabas cortadas en trozos en una olla grande con agua, cuando estén cocidas se agregan todas las hojas, retoños y bolitas de masa. Se suele servir con salsa de chile pasilla o alguna salsa verde, y jugo de limón. Las guías ya formaban parte de la gastronomía prehispánica de Mesoamérica, cuando los indígenas las preparaban con chile chipotle, gusanos de maguey y maíz.
La variedad de calabaza usada en tierras oaxaqueñas se llama güichi. La receta original es completamente vegetariana, sin embargo, en algunas casas de la región se acompaña con tasajo. Entre los mazatecos es popular también elaborar caldos con guías de chayote (Sechium edule).